# Яглом, Исаак Моисеевич
Исаа́к Моисе́евич Ягло́м (1921—1988) — советский геометр, автор популярных книг по математике; доктор физико-математических наук, профессор. Брат-близнец математика и физика Акивы Яглома.

## Биография
Родился 6 марта 1921 года в Харькове в семье инженера-металлурга, выпускника Петербургского политехнического института (1919) Моисея Кивовича Яглома, члена редколлегии издававшейся на идише газеты еврейской социал-демократической рабочей партии Поалей Цион. Дядя — профсоюзный деятель Яков Кивович Яглом (1898—1937) — был главным редактором газеты «Труд» (1924—1929) и, начиная со второго номера, редактором её сатирического приложения «Бузотёр», с 1934 года — начальник Главного управления консервной и плодоовощной промышленности Наркомата пищевой промышленности СССР. Двоюродный брат матери (Мириям Шуткиной) — советский врач-терапевт и учёный медик Мирон Семёнович Вовси.
В 1926 году вместе с семьёй переехал в Москву. Начал своё высшее образование в Московском университете в 1938 году. Активно участвовал в проведении школьных математических олимпиад. Когда началась Великая Отечественная война, хотел пойти добровольцем на фронт, но не был взят из-за сильной близорукости. Вместе с семьёй был эвакуирован в город Свердловск, где закончил Свердловский университет в 1942 году. В 1943 году сюда же был перемещён преподавательский состав МГУ и Яглом поступил в его аспирантуру. Диссертацию кандидата физико-математических наук по теме «Проективные мероопределения на плоскости и их связь с различными типами комплексных чисел a + jb (где j2 = −1, или j2 = +1, или j2 = 0)» защитил уже в Москве в 1945 году под руководством геометра Вениамина Кагана.
За свою преподавательскую карьеру Яглом был связан со следующими учреждениями:
- Московский энергетический институт (1946) — преподаватель математики.
- Московский университет (1946—1949) — доцент (1949) кафедры анализа и дифференциальной геометрии.
- Орехово-Зуевский педагогический институт (1949—1956) — преподаватель математики.
- Московский педагогический институт (1956—1968) — доцент (с 1965 года, когда защитил докторскую диссертацию, — профессор) кафедры геометрии.
- Московский государственный вечерний металлургический институт (1968—1974) — профессор математики.
- Ярославский университет (1974—1983) — профессор математики.
- Академия педагогических наук СССР (1984—1988) — технический консультант.

Умер 17 апреля 1988 года в Москве.
Похоронен на Востряковском кладбище.

## Труды
Исаак Яглом написал более 40 книг и множество статей. Будучи блестящим педагогом, стал автором нескольких трудов, ставших классическими, в том числе и за рубежом. Кроме популярных математических задачников и пособий, выпустил ряд работ по истории математики, в которых исследуются связи математики с естественными и гуманитарными науками, а также её роль в жизни общества.
Некоторые из них:
- Яглом И. М. Геометрические преобразования. Том 1-2. 1955—1956. 284+612 с.
- Яглом И. М. Как разрезать квадрат? 1968. 112 с.
- Ченцов Н. Н., Шклярский Д. О., Яглом И. М. Избранные задачи и теоремы элементарной математики: Арифметика и алгебра. 1976. 384 с. Геометрия (планиметрия). 1952. 380 с. Геометрия (стереометрия). 1954. 267 с. - выпуски 1-3 серии «Библиотека математического кружка»
- Болтянский В. Г., Яглом И. М. Выпуклые фигуры, выпуск 4 серии «Библиотека математического кружка» М.-Л., ГТТИ, 1951.-343 с.
- Яглом И. М., Яглом А. М. Неэлементарные задачи в элементарном изложении. 1954. 544 с.
- Яглом И. М. Принцип относительности Галилея и неевклидова геометрия. 1969. 304 с.
- Ченцов Н. Н., Шклярский Д. О., Яглом И. М. Геометрические неравенства и задачи на максимум и минимум. 1970. 336 с.
- Ченцов Н. Н., Шклярский Д. О., Яглом И. М. Геометрические оценки и задачи из комбинаторной геометрии. 1974. 384 с.
- Ашкинузе В. Г., Яглом И. М. Идеи и методы аффинной и проективной геометрии, ч.1. 1963, 248 с.
- Яглом И. М. Комплексные числа и их применение в геометрии. 1963. 192 с.
- Болтянский В. Г., Яглом И. М. Преобразования. Векторы. М.: Просвещение, 1964.
- Болтянский В. Г., Яглом И. М. Геометрия. 9 класс. М.: Учпедгиз, 1963.
- Яглом И. М. Проблема тринадцати шаров. 1975. 84 с.
- Яглом А. М., Яглом И. М. Вероятность и информация. 1973. 512 с.
- Зельдович Я. Б., Яглом И. М. Высшая математика для начинающих физиков и техников. 1982. 512 с.
- Головина Л. И., Яглом И. М. Индукция в геометрии. 1961. 100 с.
- Головина Л. И., Соминский И. С., Яглом И. М. О математической индукции. М.: 1967.
- Яглом И. М. Необыкновенная алгебра. 1968. 72 с.
- Яглом И. М. О комбинаторной геометрии. 1971. 48 с.
- Яглом И. М. Современная культура и компьютеры. 1990. 48 с.
- Яглом И. М. Геометрия точек и геометрия прямых. М.: Знание. 1968.
- Яглом И. М. Современные проблемы математики. Сборник статей. М.: Знание. 1981.
- Яглом И. М. Элементарная геометрия прежде и теперь. М.: Знание, 1972.
- Яглом И. М. Новое в школьной математике. М.: Знание, 1972.
- Яглом И. М. Математика и реальный мир. М., 1978.
- Яглом И. М. Герман Вейль. М.: Знание, 1967.
- Яглом И. М. Феликс Клейн и Софус Ли. М.: Знание, 1977.
- Яглом И. М. Задачи трудные и лёгкие [серия Математическая школа, лекции и задачи, вып. IV-V.] М.: МГУ, 1965.
- Яглом И. М. Геометрия линейных многообразий в n-мерном пространстве. Ярославль, ЯрГУ, 1978.
- Яглом И. М. Пространства евклидовы и неевклидовы. Ярославль, ЯрГУ, 1980.
- Яглом И. М. Конечная алгебра, конечная геометрия и коды. М.: Знание, 1980.
- Яглом И. М. Булева структура и её модели. М.: Сов. радио, 1980.
- Яглом И. М. Математические структуры и математическое моделирование. М.: Сов. радио, 1980.